# Einar Egnell
Einar Egnell, född 1 december 1880 i Eskilstuna, död 9 januari 1976 i Trollhättan, var en svensk innovatör och företagare.   
Han var gift med Annie Stridsberg (1889–1976) som var dotter till bruksägaren Ernst Stridsberg, Trollhättan. 
Egnell avlade examen i mekanik vid Polytechnikum i Zürich 1904 och återvände därefter till Sverige och fick arbete vid Oskarshamns varv. År 1915 blev Egnell elev vid flygpionjären Enoch Thulins flygskola i Landskrona. Efter godkända prov fick Egnell sitt flygcertifikat, nr 41 i Sverige. Året därpå  anställdes Egnell på Thulinverken i Landskrona som verkstadschef för tillverkning av flygmaskiner och flygmaskinsmotorer. År 1917 kom Egnell in i styrelsen för Thulinverken tillsammans med bland andra Gustaf Dalén, AGA och LM Ericsson, Telefon AB LM Ericsson. 
Einar Egnells stora framgång som uppfinnare kom 1939. På en middag träffade han barnläkaren Gunnar Willers, som arbetade på Södersjukhuset i Stockholm. Willers hade hört talas om Egnell som uppfinnare och han bad nu Egnell att konstruera en bröstpump för ammande mödrar. Den nya pumpen skulle vara konstruerad på några veckor, enligt önskemål från Willers, men först 1944 var Egnell nöjd med den första prototypen. Pumpen provades med stor spänning på Södersjukhuset Avdelning 71 under överinseende av sköterskan Maja Kindberg, som var kritiker och rådgivare under utvecklingsarbetet. Pumpen överträffade alla förväntningar och fick namnet ”Systers Majas bröstpump”, för att hedra syster Maja Kindberg. 
Den 2 januari 1946 började det nybildade företaget Pump AB Einar Egnell sin verksamhet med tillverkning och uthyrning av bröstpumpar till BB-avdelningar och mödrar. Verksamheten var först förlagd i Wicanders korkfabrik i Stockholm men flyttades senare till Trollhättan där Egnell fick en lokal på Stridsberg & Björk. År 1959 inköptes en mindre verkstad vid Håjums industriområde och efter om- och tillbyggnad skedde överflyttningen samma år. 
Exporten av pumparna skedde i första hand till de skandinaviska länderna men även till Nederländerna, Schweiz och USA. Totalt tillverkades cirka 25 000 Systers Majas bröstpumpar. ”Pump-Egnell” såldes 1971 till schweiziska bolaget Ameda AG, som under flera år varit agent för företaget. Einar Egnell fortsatte i företaget till 1975, då han som 95-åring förklarade att han gjort sin sista ritning för ”Pumpen”.